# Súc vật
Súc vật hay còn gọi là vật nuôi theo cách hiểu chung nhất là những loài động vật được nuôi trong nhà, chúng có thể được thuần hóa (hoàn toàn) hoặc bán thuần hóa (thuần hóa một phần) hoặc được thuần dưỡng, huấn luyện. Súc vật có thể bao gồm gia súc, gia cầm, thú cưng hoặc vật nuôi khác. Súc vật được nuôi và sử dụng trong nông nghiệp, công nghiệp, thể thao, giải trí, bầu bạn và các công việc khác. Dưới đây là danh sách liệt kê các loài động vật được nuôi trong nhà.

## Thuần hóa
| Loài/phụ loài                                                                                               | Tổ tiên                                                                                                | Thời điểm                                                                            | Xuất xứ                                      | Công năng | Hình ảnh | Loại hình | Tình trạng | Phân nhóm                         |
| --- | --- | ------------------------------------------------------------------------------------ | -------------------------------------------- | --- | -------- | --- | --- | --------------------------------- |
| Chó (Canis lupus familiaris)                                                                                | Sói xám, tổ tiên chó nhà xuất hiện từ thế Pleistocene đối với nhóm dòng của loài sói xám (Canis lupus) | 13000 BCE                                                                            | Châu Âu                                      | Thú cưng (chó kiểng), săn bắt (chó săn), chăn gia súc, giữ nhà, canh chừng, cảnh vệ, kiểm soát loài gây hại, chuyên chở, sức kéo, làm việc (chó nghiệp vụ), trình diễn, đua chó, thể thao, cứu hộ, dẫn đường, phục vụ, chọi chó, thịt chó, nghiên cứu, bầu bạn, chăn mục súc, lấy lông |          | Thuần hóa (với ngoại lệ), thay đổi thể chất đáng kể và sâu sắc, có thể thay đổi hành vi đáng kể thông qua quá trình lai tạo ra rất nhiều giống chó khác xa với hình dáng tổ tiên ban đầu | Chó nuôi và chó hoang đều rất phổ biến, tổ tiên hay họ hàng hoang dã gần nhất ít phổ biến hơn nhưng không hiếm                                                       | 1c Carnivora                      |
| Dê nhà (Capra aegagrus hircus)                                                                              | Dê hoang (Capra aegagrus aegagrus)                                                                     | 10000 TCN                                                                            | Iran                                         | Sữa dê, thịt dê, len dê, da dê, trình diễn, đua dê, chọi dê, làm đất, làm kiểng, lấy sừng |          | Có biến đổi chút ít về ngoại hình và thể chất, các giống dê không thay đổi quá khác biệt so với tổ tiên hoang dã của chúng                                                               | Phổ biến trong tình trạng nuôi nhốt, bị đe dọa đối với các loài dê hoang dại, hoang dã                                                                               | 1b Bovidae                        |
| Lợn nhà (Sus scrofa domesticus)                                                                             | Lợn rừng Anatoli (Sus scrofa libycus), Lợn rừng Trung Quốc (Sus scrofa moupinensis)                    | 9000 BCE                                                                             | Cận Đông, Trung Quốc                         | thịt lợn, lông lợn, nghiên cứu, trình diễn, đua lợn, chọi lợn, thú cưng, lấy ngà (hiếm) |          | Một vài thay đổi về thể chất so với tổ tiên, nhưng vẫn giữ được hình dáng chung (không như giống chó và mèo)                                                                             | Rất phổ biến trong tự nhiên. Rất phổ biến trong điều kiện nuôi nhốt. Những con lợn hoang là phổ biến ở nhiều dùng.                                                   | 1a Artiodactyla ngoại trừ Bovidae |
| Cừu (Ovis aries)                                                                                            | Chưa rõ tổ tiên, có thể là cừu Armenia (Ovis orientalis gmelini)                                       | 9000 TCN đến 8500 TCN                                                                | Anatolia, núi Zagros                         | len, thịt cừu, sữa cừu, lông cừu, thú cưng, trình diễn, đua cừu, nghiên cứu (sinh vật mô hình), guarding, chọi cừu, làm kiểng, lấy sừng |          | Thay đổi một vài đặc điểm về thể chất và ngoại hình so với tổ tiên | Phổ biến trong nuôi nhốt, nguy cấp trong tự nhiên (cừu hoang) | 1b Bovidae                        |
| Bò nhà (bò ôn đới không u) (Bos taurus)                                                                     | Bò rừng châu Âu (Bos primigenius primigenius) (tuyệt chủng)                                            | 8000 BCE                                                                             | Cận Đông                                     | thịt bò, sữa bò, da bò, sức lao động (súc vật lao động), chuyên chở, kéo, lấy máu, lấy phân, lấy nước tiểu, lấy lông, lấy sừng, lấy móng, cải tạo đất, đấu bò, chọi bò, đua bò, trình diễn, thú cưng                                                                                   |          | Một vài thay đổi về lý tính | Rất phổ biến trong nuôi nhốt, những cá thể hoang dã đã tuyệt chủng, bò hoang cũng xuất hiện trong tự nhiên                                                           | 1b Bovidae                        |
| Bò u (Bos primigenius indicus)                                                                              | Bò rừng Ấn Độ (Bos primigenius namadicus) (đã tuyệt chủng)                                             | 8000 TCN                                                                             | Ấn Độ                                        | Thịt bò, sữa bò, lông, da, sừng, móng, lao động, chuyên chở, cày kéo, thồ cưỡi, lấy máu, cải tạo đất, chống hoang hóa, đấu bò, chọi bò, trình diễn, đua bò, làm vật cưng |          | Thay đổi đáng kể về ngoại hình | Họ hàng hoang dã đã tuyệt chủng, rất phổ biến trong tự nhiên | 1b Bovidae                        |
| Mèo nhà (Felis catus)                                                                                       | Mèo hoang châu Phi (Felis silvestris lybica)                                                           | 8000 CN đến 7500 TCN                                                                 | Cận Đông                                     | Thú cưng, kiểm soát loài gây hại (bắt chuột), trình diễn, nghiên cứu |          | Thuần hóa, một vài thay đổi về thể chất | Rất phong phú trong điều kiện nuôi nhốt với nhiều giống mèo, những con mèo hoang thật sự ít phổ biến mặc dù không hiếm. Quần thể hoang hóa (mèo hoang) rất phổ biến. | 1c Carnivora                      |
| Gà nhà (Gallus gallus domesticus)                                                                           | Gà rừng lông đỏ (Gallus gallus) và một số có nguồn gốc từ Gà rừng lông xám (Gallus sonneratii)         | 6000 TCN                                                                             | Ấn Độ và Đông Nam Á                          | thịt gà, trứng gà, lông gà, gà kiểng, đá gà, vật nuôi, diệt sâu bọ (pest control) |          | Một vài thay đổi về thể chất, có nhiều đổi thay khi nhân giống | Rất phổ biến trong môi trường tự nhiên và môi trường nuôi nhốt (nuôi gà)                                                                                             | 2b Galliformes                    |
| Chuột lang nhà                                                                                              | (Cavia tschudii)                                                                                       | 5000 BCE                                                                             | Peru                                         | Thú cưng, trình diễn, đua chuột, nghiên cứu, làm thịt (con chuột Cuy) |          | Tame, slight physical changes | Có một vài nơi trong nuôi nhốt và trong môi trường hoang dã | 1d Rodentia                       |
| Lừa nhà (Equus africanus asinus)                                                                            | Lừa hoang Nubia (Equus africanus africanus), Lừa hoang Somali (Equus africanus somaliensis)            | 5000 BCE                                                                             | Ai Cập                                       | Vận chuyển, lao tác, thồ, kéo, cưỡi chở, lấy thịt, lấy sữa, làm thú cưng, đưa lừa, giữ nhà, chọi lừa |          | Thay đổi một ít về thể hình so với tổ tiên | Phổ biến một vài nơi trong nuôi nhốt và một số quần thể là súc vật hoang, những cá thể hoang dã đang trong tình trạng nguy cấp                                       | 1e Thú khác                       |
| Vịt nhà (Anas platyrhynchos domesticus)                                                                     | Vịt Mallard (Anas platyrhynchos)                                                                       | 4000 BCE                                                                             | Trung Quốc                                   | thịt vịt, lông vịt, trứng vịt, vịt kiểng, vịt trình diễn, đua vịt, sinh vật cảnh, giữa nhà, diệt trừ sâu bọ |          | Có thay đổi về lý tính so với tổ tiên | Rất phổ biến trong nuôi nhốt nhưng hiếm hoi khi ở môi trường tự nhiên                                                                                                | 2a Anseriformes                   |
| Trâu, including "river buffalo" (Bubalus bubalis bubalis) and "swamp buffalo" (Bubalus bubalis carabenesis) | Wild water buffalo(Bubalus arnee)                                                                      | 4000 BCE                                                                             | Ấn Độ, Trung Quốc                            | working, plowing, draft, mount, fighting, meat, show, racing, milk, pets, horns, patrol |          | Mainly unchanged from wild animal | Common in captivity, endangered in the wild | 1b Bovidae                        |
| Cá 7 màu (Poecilia reticulata)                                                                              | Guppy (Poecilia reticulata)                                                                            | Date uncertain                                                                       | Barbados, Brazil, Guyana                     | pets |          | Some physical and behavioral changes. Domestication status is a point of contention. | Common in captivity | 5b Other fish                     |
| Lạc đà một bướu (Camelus dromedarius)                                                                       | Thomas' camel (Camelus thomasi) (extinct)                                                              | 4000 BCE                                                                             | Arabia                                       | transportation, working, hunting, plowing, draft, mount, show, racing, fighting, milk, meat, pets, patrol |          | Tame, few physical changes | Moderately common in captivity, small feral population in original range, significant feral population in Australia, true wild dromedaries may be extinct            | 1a Artiodactyla except Bovidae    |
| Ngựa (Equus ferus caballus)                                                                                 | Quần thể chưa xác định đã tuyệt chủng của ngựa hoang                                                   | 3500 BCE                                                                             | Kazakhstan                                   | transportation, milk, meat, working, guiding, servicing, hunting, execution, plowing, draft, mount, patrol fighting, show, racing, pets |          | Tame, some physical changes mainly in coloration | Common in captivity, very rare in wild, feral populations common | 1e Other mammals                  |
| Tằm (Bombyx mori)                                                                                           | Wild silkmoth (Bombyx mandarina)                                                                       | 3000 BCE                                                                             | Trung Quốc                                   | silk, animal feed, pets, meat |          | Tame/held captive, some physical changes, severe psychological changes | Fairly common in captivity, wild extent unclear | 6b Other insects                  |
| Bồ câu nhà (Columba livia domestica)                                                                        | Rock pigeon (Columba livia)                                                                            | 3000 BCE                                                                             | Mediterranean Basin                          | show, ornamental, messenger, meat, racing, pets |          | Artificially selected into many varieties, including meat breeds, racing/messenger breeds, and fancy plumage breeds                                                                      | Relatively common in captivity, very common in the wild, feral pigeons extremely abundant                                                                            | 2c Columbiformes                  |
| Ngỗng (Anser anser domesticus và Anser cygnoides domesticus)                                                | Greylag goose (Anser anser) và Swan goose (A. cygnoides)                                               | 3000 BCE for A. anser, date uncertain for A. cygnoides.                              | Ai Cập (A. anser), Trung Quốc (A. cygnoides) | meat, feathers, eggs, show, guarding, pest control, pets |          | Considerable physical changes | Common in captivity and the wild | 2a Anseriformes                   |
| Bò Tây Tạng (Bos grunniens)                                                                                 | Wild yak (Bos mutus)                                                                                   | 2500 BCE                                                                             | Tây Tạng, Nepal                              | milk, transportation, working, plowing, mount, racing, fighting, meat, fibre, guarding, pets, horns |          | Tame, slight physical changes | Fairly common in captivity; threatened in the wild. | 1b Bovidae                        |
| Lạc đà hai bướu                                                                                             | (Camelus ferus)                                                                                        | 2500 BCE                                                                             | Central Asia (Afghanistan)                   | milk, transportation, working, hunting, plowing, draft, mount, fighting, show, racing, meat, hair, pets |          | Tame, few physical changes | Moderately common in captivity, critically endangered in the wild | 1a Artiodactyla except Bovidae    |
| Lạc đà không bướu (Lama glama)                                                                              | Guanaco (Lama guanicoe cacsilensis)                                                                    | 2400 BCE                                                                             | Peru, Bolivia                                | transportation, working, draft, pack, meat, show, racing, pets, guarding |          | Slight physical changes | Fairly common in captivity and the wild | 1a Artiodactyla except Bovidae    |
| Lạc đà Alpaca (Vicugna pacos)                                                                               | Vicuña (Vicugna vicugna mensalis)                                                                      | 2400 BCE                                                                             | Peru, Bolivia                                | fibre, meat, show, pets, guarding, milk, lawn mowing |          | Considerable physical changes | Fairly common in captivity and the wild | 1a Artiodactyla except Bovidae    |
| Gà sao nhà (Numida meleagris)                                                                               | Helmeted guineafowl (Numida meleagris)                                                                 | 2400 BCE                                                                             | Châu Phi                                     | meat, eggs, pest control, show, alarming, pets, guarding |          | Mainly unaltered from wild population | Somewhat common in captivity and in the wild | 2b Galliformes                    |
| Chó Fuegian (Lycalopex culpaeus) (extinct)                                                                  | Culpeo (Lycalopex culpaeus)                                                                            | Date uncertain                                                                       | Chile                                        | hunting, pets, warmth, guarding |          | | Extinct in captivity | 1c Carnivora                      |
| Chồn sương (Mustela putorius furo)                                                                          | Chồn hôi châu Âu (Mustela putorius)                                                                    | 1500 BCE                                                                             | Europe                                       | pets, hunting, pest control, show, racing |          | Tame, slight physical changes | Common in captivity, somewhat common in the wild. Feral ferrets rare                                                                                                 | 1c Carnivora                      |
| Ngan nhà (Cairina moschata domestica)                                                                       | Ngan bướu mũi (Cairina moschata)                                                                       | 700–600 BCE                                                                          | Nam Mỹ                                       | meat, feathers, eggs, show, pets, guarding, pest control |          | Tame, some physical changes | Common in captivity, feral populations are rare | 2a Anseriformes                   |
| Bồ câu cổ khoang (Streptopelia risoria)                                                                     | African collared dove (Streptopelia roseogrisea)                                                       | 500 BCE                                                                              | Bắc Phi                                      | show, pets, meat |          | Slight physical changes | Common in captivity and feral populations | 2c Columbiformes                  |
| Bò vàng (Bos javanicus domesticus)                                                                          | Javan banteng (Bos javanicus javanicus)                                                                | Date uncertain                                                                       | Đông Nam Á, Bali                             | meat, milk, show, racing, working, plowing, draft |          | Slight physical changes | Common in captivity, endangered in the wild | 1b Bovidae                        |
| Bò tót nhà (Bos frontalis)                                                                                  | Bò tót (Bos gaurus)                                                                                    | Date uncertain                                                                       | Đông Nam Á, Northeast India                  | meat |          | Slight physical changes | Somewhat common in captivity, threatened in the wild | 1b Bovidae                        |
| Gà tây (Meleagris gallopavo)                                                                                | South Mexican wild turkey (Meleagris gallopavo gallopavo)                                              | 180 CE                                                                               | México, Hoa Kỳ                               | meat, feathers, eggs, show, pets, pest control |          | Considerable physical changes | Common in captivity and wild | 2b Galliformes                    |
| Cá vàng (Carassius auratus)                                                                                 | Prussian carp (Carassius gibelio)                                                                      | 300 CE to 400 CE                                                                     | Trung Quốc                                   | pets, show, racing, ornamental |          | Tame/held captive, significant physical changes | Very common and abundant in captivity, wild extent is unclear | 5a Cyprinidae                     |
| Thỏ nhà (Oryctolagus cuniculus)                                                                             | Thỏ châu Âu (Oryctolagus cuniculus)                                                                    | 600 CE                                                                               | Europe                                       | pelt, fibre, pets, show, racing, research, meat, lawn mowing |          | Tame, significant physical changes | Common in captivity, rare in native habitat, common in introduced range                                                                                              | 1e Other mammals                  |
| Cá Koi (Cyprinus rubrofuscus)                                                                               | Amur carp (Cyprinus rubrofuscus)                                                                       | 11th Century CE                                                                      | Nhật Bản                                     | ornamental, show, pets |          | Tame/held captive, considerable physical changes | Fairly common in captivity, threatened in the wild | 5a Cyprinidae                     |
| Chim yến hót (Serinus canaria domestica)                                                                    | Chim yến Đại Tây Dương (Serinus canaria)                                                               | 15th century CE                                                                      | Canary Islands, Europe                       | pets, research, show, mining, fighting |          | Slight physical changes | Common in captivity and wild | 2d Passeriformes                  |
| Chim di đá (Lonchura punctulata)                                                                            | Scaly-breasted munia (Lonchura punctulata)                                                             | date uncertain                                                                       | Đông Nam Á                                   | pets, research |          | Slight physical changes | Fairly common in captivity and the wild | 2d Passeriformes                  |
| Chim di cam (Lonchura striata domestica)                                                                    | White-rumped munia (Lonchura striata)                                                                  | unknown, may have been introduced to Japan sometime around the early 18th century CE | Nhật Bản                                     | pets, research |          | Slight physical changes | Fairly common in captivity and the wild | 2d Passeriformes                  |
| Chuột nhắt nhà và Chuột thí nghiệm                                                                          | House mouse (Mus musculus)                                                                             | 1100 BCE (China), then 17th century CE (Europe)                                      | Trung Quốc                                   | pets, research, racing, animal feed |          | Tame, significant physical changes | Common in captivity and in the wild | 1d Rodentia                       |
| Cá đá Xiêm (Betta splendens)                                                                                | Uncertain species of the genus Betta                                                                   | 19th century CE                                                                      | Thái Lan                                     | fighting, pets |          | Tame/held captive, very significant physical and slight behavioral changes | | 5b Other fish                     |
| Chuột nâu nhà và Chuột thí nghiệm                                                                           | Chuột nâu (Rattus norvegicus)                                                                          | 19th century CE                                                                      | United Kingdom                               | pets, research, show |          | Tame, some physical and psychological changes | Common in captivity and in the wild | 1d Rodentia                       |
| Chồn nâu nhà (Neovison vison)                                                                               | Chồn nâu châu Mỹ (Neovison vison)                                                                      | 19th century CE                                                                      | Bắc Mỹ                                       | fur, hunting, pest control, pets |          | Some physical and psychological changes | Somewhat common in captivity and in the wild | 1c Carnivora                      |
| Cáo đỏ nhà (Vulpes vulpes)                                                                                  | Cáo đỏ hoang (Vulpes vulpes)                                                                           | 1950s CE                                                                             | Liên Xô, Nga                                 | pelt, research, pets |          | Tame, some physical changes | Very small domestic population, wild relatives fairly common | 1c Carnivora                      |
| Nhím gai nhà (Atelerix albiventris)                                                                         | Nhím gai lùn châu Phi (Atelerix albiventris)                                                           | 1980s CE                                                                             | Central và Eastern Africa                    | pets |          | Slight physical changes | Common in the wild. Somewhat rare in captivity | 1e Other mammals                  |
| Chồn hôi sọc (Mephitis mephitis)                                                                            | Striped skunk (Mephitis mephitis)                                                                      | 19th century                                                                         | Bắc Mỹ                                       | pets, pest control |          | Tame when captive-bred, significant physical changes | Somewhat common in captivity and in the wild | 1c Carnivora                      |

## Các giống vật nuôi
| Động vật/ Giống                                  | Tình trạng thuần | Tổ tiên hoang dã                            | Thời gian giam nuôi đầu tiên / Thuần hóa | Khu vực giam nuôi đầu tiên / Thuần hóa | Lợi ích thương mại hiện hành                                          | Picture |
| ------------------------------------------------ | ---------------- | ------------------------------------------- | ---------------------------------------- | -------------------------------------- | --------------------------------------------------------------------- | ------- |
| Lạc đà Alpaca Động vật có vú, Động vật ăn cỏ     | Gia súc          | Lạc đà Vicuña                               | Giữa 5000 TCN - 4000 TCN                 | Andes                                  | lông                                                                  |         |
| Bò banteng Động vật có vú, Động vật ăn cỏ        | Gia súc          | Bò banteng                                  | Không rõ                                 | Đông Nam Á, Đảo Java                   | thịt,sữa, sức kéo                                                     |         |
| Bò rừng bizon Động vật có vú, Động vật ăn cỏ     | nuôi nhốt        | Không rõ                                    | Cuối thế kỷ 19                           | Bắc Mỹ                                 | thịt, da                                                              |         |
| Lạc đà Động vật có vú, Động vật ăn cỏ            | gia súc          | Lạc đà một bướu và lạc đà hai bướu hoang dã | 4000 TCN đến 1400 TCN                    | Châu Á                                 | chuyên chở, thịt, bơ sữa, lông                                        |         |
| Mèo Động vật có vú, Động vật ăn thịt             | vật nuôi         | Mèo rừng châu Phi                           | 7500 TCN                                 | Cận Đông                               | thú cưng, kết bạn, thịt                                               |         |
| Bò nhà Động vật có vú, Động vật ăn cỏ            | Gia súc          | Bò rừng châu Âu (tuyệt chủng)               | 6000 TCN                                 | Tây Nam Á, Ấn Độ, Bắc Phi (?)          | Thịt (thịt bò, thịt bê, huyết), bơ sữa, lông, sức kéo                 |         |
| Nai Động vật có vú, Động vật ăn cỏ               | Nuôi nhốt        | Không rõ                                    | 1970                                     | Bắc Mỹ                                 | Thịt (Thịt nai), lông, gạc nai, nhung nai                             |         |
| Chó Động vật có vú, Động vật ăn thịt             | vật nuôi         | Sói xám                                     | 12000 TCN                                |                                        | Sức kéo, săn bắn, chăn gia súc, đánh hơi tìm kiếm, canh giữ nhà, thịt |         |
| Lừa Động vật có vú, Động vật ăn cỏ               | Gia súc          | Lừa hoang châu Phi                          | 4000 TCN                                 | Ai Cập                                 | Chở hàng, chuyên chở, sức kéo, thịt, bơ sữa                           |         |
| Bò tót nhà Động vật có vú, Động vật ăn cỏ        | Thuần hóa        | Bò tót                                      | Unknown                                  | Đông Nam Á                             | thịt, sức kéo                                                         |         |
| Dê nhà Động vật có vú, Động vật ăn cỏ            | Thuần hóa        | Dê hoang dã                                 | 8000 BC                                  | Tây Nam Á                              | sữa, thịt, lông, da, sức kéo                                          |         |
| Chuột lang nhà Động vật có vú, động vật ăn cỏ    | Thuần hóa        | Cavia tschudii                              | 5000 BC                                  | Nam Mỹ                                 | thịt                                                                  |         |
| Ngựa Động vật có vú, Động vật ăn cỏ              | Thuần hóa        | Ngựa hoang                                  | 4000 BC                                  | Đồng cỏ châu Âu                        | Cưỡi, sức kéo, sữa, thịt, chuyên chở hàng                             |         |
| Lạc đà không bướu Động vật có vú, Động vật ăn cỏ | Thuần hóa        | Lạc đà Guanaco                              | 3500 BC                                  | Andes                                  | thịt, lông                                                            |         |
| La Động vật có vú, Động vật ăn cỏ                | Thuần hóa        | Lai giữa lừa và ngựa                        |                                          |                                        | Thồ hàng, chở người, sức kéo                                          |         |
| Lợn Động vật có vú, Động vật ăn tạp              | Thuần hóa        | Lợn rừng                                    | 7000 TCN                                 | Đông Thổ Nhĩ Kỳ                        | thịt, da                                                              |         |
| Thỏ nhà Động vật có vú, Động vật ăn cỏ           | Thuần hóa        | Thỏ châu Âu                                 | khoảng 400-900SCN                        | Pháp                                   | thịt, lông                                                            |         |
| Tuần lộc Động vật có vú, Động vật ăn cỏ          | Bán thuần hóa    | Tuần lộc                                    | 3000 TCN                                 | bắc Nga                                | thịt, da, gạc, sữa, sức kéo,                                          |         |
| Cừu nhà Động vật có vú, Động vật ăn cỏ           | Gia súc          | Cừu Mouflon                                 | khoảng 11000-9000 TCN                    | Đông Nam Á                             | lông, sữa, da, thịt                                                   |         |
| Trâu nước Động vật có vú, Động vật ăn cỏ         | Thuần hóa        | Trâu nước hoang dã châu Á, (Arni)           | 4000 TCN                                 | Nam Á                                  | Cưỡi, thồ hàng, thịt, sữa                                             |         |
| Bò Tây Tạng Động vật có vú, Động vật ăn cỏ       | Gia súc          | Bò hoang Tây Tạng                           | 2500 TCN                                 | Tây Tạng, Nepal                        | Thịt, sữa, lông, cưỡi, thồ hàng, kéo cày                              |         |

## Bán thuần
| Loài/phụ loài | Tổ tiên | Thời điểm | Xuất xứ | Công năng                                                                                | Hình                          | Degree and type of domestication                                                                       | Tình trạng                                                              | Phân nhóm                      |
| --- | --- | --- | --- | ---------------------------------------------------------------------------------------- | ----------------------------- | --- | ----------------------------------------------------------------------- | ------------------------------ |
| Tuần lộc (Rangifer tarandus) | Reindeer (Rangifer tarandus) | 3000 BC | Fennoscandia, Western Nga (possibly Eastern Russia)                                                                 | meat, milk, transportation, working, draft, mount, hides, racing, leather, antlers, pets |                               | Semidomesticated                                                                                       |                                                                         | 1a Artiodactyla except Bovidae |
| Addax (Addax nasomaculatus) | Addax (Addax nasomaculatus) | 2500 BC | Ai Cập | meat, horns, leather, skin, sacrifice                                                    |                               | Held/tame in captivity                                                                                 | Small captive population, but endangered in the wild                    | 1b Bovidae                     |
| Linh dương Gemsbok (Oryx gazella) | Gemsbok (Oryx gazella) | Date uncertain | Nam Phi | meat, hides, horns                                                                       |                               | Held/tame in captivity                                                                                 |                                                                         | 1b Bovidae                     |
| Linh dương sừng kiếm (Oryx dammah) | Scimitar oryx (Oryx dammah) | 2320-2150 BC | Ai Cập | meat, hides, horns, sacrifice                                                            |                               | Held/tame in captivity                                                                                 | Small captive population, but nearly extinct in wild                    | 1b Bovidae                     |
| Bubal hartebeest (Alcelaphus buselaphus buselaphus) (extinct) | Bubal hartebeest (Alcelaphus buselaphus buselaphus) (extinct) | Date uncertain | Ai Cập | meat, hides, horns, sacrifice                                                            |                               | | Extinct in captivity and in the wild                                    | 1b Bovidae                     |
| Syrian wild ass (Equus hemionus hemippus) (extinct) | Syrian wild ass (Equus hemionus hemippus) (extinct) | Date uncertain | Mesopotamia | draught                                                                                  |                               | | Extinct in captivity and in the wild                                    | 1e Other mammals               |
| Voi Ấn Độ (Elephas maximus indicus) | Indian elephant (Elephas maximus indicus) | 2000 BC | Indus Valley Civilization                                                                                           | working, transportation, hunting, show, racing, fighting, worship, patrol                |                               | Semidomesticated (Captured from wild and tamed)                                                        |                                                                         | 1e Other mammals               |
| Vịt gỗ (Aix sponsa) | Wood duck (Aix sponsa) | Date uncertain | Bắc Mỹ | meat, ornamental, pets, pest control                                                     |                               | Held/tame in captivity                                                                                 |                                                                         | 2a Anseriformes                |
| Uyên ương (Aix galericulata) | Mandarin duck (Aix galericulata) | Pre-modern China (date uncertain)                                                                                           | Trung Quốc | meat, ornamental, pets, pest control                                                     |                               | Held/tame in captivity                                                                                 |                                                                         | 2a Anseriformes                |
| Ngỗng Ai Cập (Alopochen aegyptiacus) | Egyptian goose (Alopochen aegyptiacus) | Date uncertain | Ai Cập | meat, eggs, ornamental, guarding, pets, feathers                                         |                               | Held/tame in captivity                                                                                 | common in captivity, feral populations very common                      | 2a Anseriformes                |
| Egyptian mongoose (Herpestes ichneumon) | Egyptian mongoose (Herpestes ichneumon) | Ancient Egypt (Date uncertain)                                                                                              | Ai Cập | pest control, pets                                                                       |                               | Held/tame in captivity                                                                                 |                                                                         | 1c Carnivora                   |
| Mèo báo (Prionailurus bengalensis) | Leopard cat (Prionailurus bengalensis) | 5000 BC | Trung Quốc | pest control, pets                                                                       |                               | Held/tame in captivity                                                                                 |                                                                         | 1c Carnivora                   |
| Common genet (Genetta genetta) | Common genet (Genetta genetta) | Date uncertain | Châu Phi | pest control, pets                                                                       |                               | Held/tame in captivity                                                                                 |                                                                         | 1c Carnivora                   |
| Asiatic honey bee (Apis cerana), including subspecies Indian honey bee (Apis cerana indica) | Asiatic honey bee (Apis cerana), and appropriate subspecies | Date uncertain | South và Đông Nam Á                                                                                                 | honey, pollination                                                                       |                               | Held/tame in captivity                                                                                 |                                                                         | 6a Hymenoptera                 |
| Fallow deer (Dama dama) | Fallow deer (Dama dama) | 1000 BC | Mediterranean Basin                                                                                                 | meat, hides, antlers                                                                     |                               | Semidomesticated                                                                                       |                                                                         | 1a Artiodactyla except Bovidae |
| European medicinal leech (Hirudo medicinalis) | European medicinal leech (Hirudo medicinalis) | 800 BC | Europe, Châu Á | bloodletting, surgery                                                                    |                               | |                                                                         | 7 Other animals                |
| Cochineal (Dactylopius coccus) | Cochineal (Dactylopius coccus) | 700–500 BC | Chile, Peru, Mexico                                                                                                 | dye                                                                                      |                               | Held/tame in captivity                                                                                 | Very common in the wild                                                 | 6b Other insects               |
| Công lam Ấn Độ (Pavo cristatus) | Indian peafowl (Pavo cristatus) | 500 BC | Ấn Độ | show, feathers, meat, ornamental, pets, guarding, pest control                           |                               | Held/tame in captivity                                                                                 | Fairly common in the wild                                               | 2b Galliformes                 |
| Common hill myna (Gracula religiosa) | Common hill myna (Gracula religiosa) | kept in Ancient Greece, date of captive breeding uncertain                                                                  | Hy Lạp | pets, talking bird                                                                       |                               | Held/tame in captivity                                                                                 |                                                                         | 2d Passeriformes               |
| Rose-ringed parakeet (Psittacula krameri) | Rose-ringed parakeet (Psittacula krameri) | Classical antiquity (Date uncertain)                                                                                        | Châu Phi, Châu Á | pets, talking bird                                                                       |                               | Held/tame in captivity                                                                                 |                                                                         | 2e Psittaciformes              |
| Hươu đỏ (Cervus elaphus) | Red deer (Cervus elaphus) | ~0 AD | Trung Quốc, Nga | meat, velvet, hides, leather, antlers                                                    |                               | Captive bred                                                                                           |                                                                         | 1a Artiodactyla except Bovidae |
| Roman snail (Helix pomatia) | Roman snail (Helix pomatia) | 100 AD | Europe | meat, pets                                                                               |                               | |                                                                         | 7 Other animals                |
| Stingless bees (Melipona beecheii), (Melipona scutellaris) | Stingless bees (Melipona beecheii), (Melipona scutellaris) | 180 AD | Mexico, Amazon basin                                                                                                | honey, pollination                                                                       |                               | Semidomesticated                                                                                       |                                                                         | 6a Hymenoptera                 |
| White cockatoo (Cacatua alba) | White cockatoo (Cacatua alba) | Tang Dynasty (618–907 AD)                                                                                                   | Trung Quốc, Indonesia                                                                                               | pets, show                                                                               |                               | Held/tame in captivity                                                                                 |                                                                         | 2e Psittaciformes              |
| Sulphur-crested cockatoo (Cacatua galerita) | Sulphur-crested cockatoo (Cacatua galerita) | | Australia | pets, show                                                                               |                               | Held/tame in captivity                                                                                 |                                                                         | 2e Psittaciformes              |
| Yellow-crested cockatoo & Citron-crested cockatoo (Cacatua sulphurea & C. S. citrinocristata) | Sulphur-crested cockatoo (Cacatua sulphurea & C. S. citrinocristata) | | Sulawesi, Masalembu Islands, Tukangbesi Islands, Tanah Jampea, Sumbawa, Komodo, Flores, Timor, Lesser Sundas, Sumba | pets                                                                                     |                               | Held/tame in captivity                                                                                 |                                                                         | 2e Psittaciformes              |
| Japanese và great cormorants (Phalacrocorax capillatus & P. carbo) | Japanese and great cormorants (Phalacrocorax capillatus & P. carbo) | 960 AD | Nhật Bản, Trung Quốc                                                                                                | fishing                                                                                  |                               | Held/tame in captivity                                                                                 |                                                                         | 2f Other birds                 |
| Whooper swan (Cygnus cygnus) | Whooper swan (Cygnus cygnus) | Date uncertain | Lục địa Á-Âu | meat, ornamental, feathers                                                               |                               | Semidomesticated                                                                                       |                                                                         | 2a Anseriformes                |
| Mute swan (Cygnus olor) | Mute swan (Cygnus olor) | 1000-1500 | Europe | meat, ornamental, feathers, guarding                                                     |                               | Semidomesticated                                                                                       |                                                                         | 2a Anseriformes                |
| House cricket (Acheta domesticus) | House cricket (Acheta domesticus) | 12th century | Southwestern Asia, Trung Quốc, Nhật Bản                                                                             | animal feed, meat, fighting, pets                                                        |                               | Held in captivity                                                                                      | Somewhat common in captivity, very common in wild                       | 6b Other insects               |
| Cút thường (C. coturnix) và cút Nhật Bản (C. japonica) | Cút thường (C. coturnix) và cút Nhật Bản (C. japonica) | 1100–1900 | Lục địa Á-Âu, Nhật Bản                                                                                              | meat, eggs, pets                                                                         |                               | Domesticated in captivity                                                                              |                                                                         | 2b Galliformes                 |
| Cá chép (C. carpio) | Cá chép (C. carpio) | 1200–1500 | Europe, Châu Á | meat                                                                                     |                               | Held/tame in captivity                                                                                 |                                                                         | 5a Cyprinidae                  |
| Java sparrow (Lonchura oryzivora) | Java sparrow (Lonchura oryzivora) | Nhà Minh (1368–1644 AD) | Trung Quốc | pets                                                                                     |                               | Non-wild coloration pied and fancy colored Javas from long Asian captivity lines are hand tamable      | Threatened in wild                                                      | 2d Passeriformes               |
| Northern bobwhite (Colinus virginianus) | Northern bobwhite (Colinus virginianus) | Date uncertain | Hoa Kỳ | meat, eggs, pets                                                                         |                               | Captive bred                                                                                           | Plumage changes                                                         | 2b Galliformes                 |
| European goldfinch (Carduelis carduelis) | European goldfinch (Carduelis carduelis) | Date uncertain | Europe | pets, singing                                                                            |                               | Captive bred                                                                                           |                                                                         | 2d Passeriformes               |
| Pekin robin (Leiothrix lutea) | Red-billed leiothrix (Leiothrix lutea) | Date uncertain | Trung Quốc, Nhật Bản                                                                                                | pets, singing                                                                            |                               | Captive bred                                                                                           |                                                                         | 2d Passeriformes               |
| Indian gray mongoose (Herpestes edwardsii) | Indian gray mongoose (Herpestes edwardsii) | Date uncertain | Ấn Độ | fighting, pest control, pets                                                             |                               | Held/tame in captivity                                                                                 |                                                                         | 1c Carnivora                   |
| Capybara (Hydrochoerus hydrochaeris) | Capybara (Hydrochoerus hydrochaeris) | Date uncertain | Brazil | meat, pelt, pets, lawn mowing                                                            |                               | Held/tame in captivity                                                                                 |                                                                         | 1d Rodentia                    |
| Gambian pouched rat (Cricetomys gambianus) | Gambian pouched rat (Cricetomys gambianus) | At least 1997 but possibly early 1990s                                                                                      | Sub-Saharan Africa                                                                                                  | meat, pets, landmine detection, TB detection, biological pest control                    | Tập tin:Food Reward.JPG       | Held/tame in captivity                                                                                 |                                                                         | 1d Rodentia                    |
| Indian palm squirrel (Funambulus palmarum) | Indian palm squirrel (Funambulus palmarum) | Date uncertain | Ấn Độ | pets                                                                                     |                               | Easy to tame                                                                                           |                                                                         | 1d Rodentia                    |
| Black và Grey francolin (Francolinus francolinus and F. pondicerianus) | Black và Grey francolin (Francolinus francolinus and F. pondicerianus) | Date uncertain | Ấn Độ, Pakistan | meat, pets, fighting                                                                     |                               | Held/tame in captivity                                                                                 |                                                                         | 2b Galliformes                 |
| Golden pheasant (Chrysolophus pictus) | Golden pheasant (Chrysolophus pictus) | Date uncertain | Trung Quốc | ornamental, pets, pest control                                                           |                               | Held/tame in captivity                                                                                 |                                                                         | 2b Galliformes                 |
| Common pheasant (Phasianus colchicus) and Green pheasant (P. versicolor) | Common pheasant (Phasianus colchicus) and Green pheasant (P. versicolor) | Date uncertain | Châu Á, Nhật Bản | meat, eggs, pets, pest control                                                           |                               | Held/tame in captivity                                                                                 |                                                                         | 2b Galliformes                 |
| Hươu sao (Cervus nippon) | Sika deer (Cervus nippon) | Date uncertain | Nhật Bản, Trung Quốc                                                                                                | meat, antlers                                                                            |                               | Held/tame in captivity                                                                                 |                                                                         | 1a Artiodactyla except Bovidae |
| Common eland (Taurotragus oryx) | Common eland (Taurotragus oryx) | Date uncertain | Zimbabwe, Nam Phi, Kenya                                                                                            | meat, milk, leather, hides, horns                                                        |                               | Held/tame in captivity                                                                                 |                                                                         | 1b Bovidae                     |
| American alligator (Alligator mississippiensis), | American alligator (Alligator mississippiensis) | Date uncertain | Hoa Kỳ | pets, meat, hides                                                                        |                               | once uncommon in the wild, captive breeding has led to the species recovering across much of its range |                                                                         | 3c Other reptiles              |
| Moose (Alces alces) | Moose (Alces alces) | Date uncertain | Nga, Phần Lan, Thụy Điển                                                                                            | research, milk, antlers, mount, draft, transportation, working, meat                     |                               | Held/tame in captivity                                                                                 |                                                                         | 1a Artiodactyla except Bovidae |
| North African (Struthio camelus camelus) and Masai ostrich (S. c. massaicus) | North African ostrich (Struthio camelus camelus) and Masai ostrich (S. c. massaicus) | Date uncertain | Bắc Phi, Tây Phi; Đông Phi                                                                                          | meat, eggs, feathers, leather, oil, mount, racing, guarding                              |                               | Semidomesticated                                                                                       |                                                                         | 2f Other birds                 |
| South African ostrich (Struthio camelus australis) | South African ostrich (Struthio camelus australis) | 19th century | Nam Phi | meat, eggs, feathers, leather, oil, mount, racing, guarding                              |                               | Semidomesticated                                                                                       |                                                                         | 2f Other birds                 |
| Somali ostrich (Struthio molybdophanes) | Somali ostrich (Struthio molybdophanes) | Date uncertain | Kenya | meat, eggs, feathers, mount, racing                                                      |                               | Semidomesticated                                                                                       |                                                                         | 2f Other birds                 |
| Budgerigar (Melopsittacus undulatus) | Budgerigar (Melopsittacus undulatus) | 1850s | Australia | pets, show, talking bird                                                                 |                               | Plumage changes, some breeds are physically larger                                                     | Fairly common in the wild and in captivity                              | 2e Psittaciformes              |
| Cockatiel (Nymphicus hollandicus) | Cockatiel (Nymphicus hollandicus) | 1870s | Australia | pets, show, talking bird                                                                 |                               | Held/tame in captivity                                                                                 | Common in the wild and in captivity                                     | 2e Psittaciformes              |
| Major Mitchell's cockatoo (Lophochroa leadbeateri) | Major Mitchell's cockatoo (Lophochroa leadbeateri) | | Australia | pets, show                                                                               |                               | Held/tame in captivity                                                                                 |                                                                         | 2e Psittaciformes              |
| Elk (Cervus canadensis) | Elk (Cervus canadensis) | late 1800s | Bắc Mỹ | meat, velvet, hides, leather, antlers                                                    |                               | Captive bred                                                                                           |                                                                         | 1a Artiodactyla except Bovidae |
| Stoat (Mustela erminea) | Stoat (Mustela erminea) | 1800s | Lục địa Á-Âu | fur, pest control, pets                                                                  |                               | Held/tame in captivity                                                                                 |                                                                         | 1c Carnivora                   |
| Chồn nâu châu Âu (Mustela lutreola) | European mink (Mustela lutreola) | 1800s | Europe | fur                                                                                      |                               | Held/tame in captivity                                                                                 |                                                                         | 1c Carnivora                   |
| Chuột hải ly (Myocastor coypus) | Coypu (Myocastor coypus) | late 19th to early 20th century                                                                                             | Argentina | fur, meat, aquatic weed control, pets                                                    |                               | Captive bred                                                                                           |                                                                         | 1d Rodentia                    |
| Western honey bee (Apis mellifera), including subspecies Italian bee (A. mellifera ligustica), European dark bee (A. mellifera mellifera), Carniolan honey bee (A. mellifera carnica) and Caucasian honey bee (A. mellifera caucasia), Greek bee (A. mellifera cecropia) | Western honey bee (Apis mellifera), Italian bee (A. mellifera ligustica), European dark bee (A. mellifera mellifera), Carniolan honey bee (A. mellifera carnica) and Caucasian honey bee (A. mellifera caucasia), Greek bee (A. mellifera cecropia) | 4000 BCE (1880s for A.m. ligustica, modern for A.m. mellifera, uncertain for A.m. carnica, A.m. caucasia and A.m. cecropia) | Europe, Châu Á và Châu Phi                                                                                          | honey, wax, pollination                                                                  |                               | Held/tame in captivity. See Western honey bee for details.                                             | Very common in captivity, feral populations common, wild status unclear | 6a Hymenoptera                 |
| Common fruit fly (Drosophila melanogaster) | Common fruit fly (Drosophila melanogaster) | 1910s | Australia, Nam Phi                                                                                                  | research, animal feed                                                                    |                               | |                                                                         | 6b Other insects               |
| Chinese hamster (Cricetulus griseus) | Chinese hamster (Cricetulus griseus) | 1920s | Trung Quốc | research, biotechnology, pets                                                            |                               | Held/tame in captivity                                                                                 |                                                                         | 1d Rodentia                    |
| Rosy-faced, yellow-collared, and Fischer's lovebirds (Agapornis roseicollis, A. personatus & A. fischeri) | Rosy-faced, yellow-collared and Fischer's lovebirds (Agapornis roseicollis, A. personatus & A. fischeri) | 1920s | Châu Phi | pets                                                                                     |                               | Held/tame in captivity                                                                                 |                                                                         | 2e Psittaciformes              |
| Rainbowfish (Melanotaeniidae) | Various rainbowfish spp. (Melanotaeniidae spp.) | 1920s | northern và eastern Australia, New Guinea, islands in Cenderawasih Bay, and the Raja Ampat Islands in Indonesia     | pets, pest control                                                                       |                               | Held/tame in captivity                                                                                 |                                                                         | 5b Other fish                  |
| Golden hamster (Mesocricetus auratus) | Golden hamster (Mesocricetus auratus) | 1930s | Syria, Thổ Nhĩ Kỳ                                                                                                   | pets, research                                                                           |                               | Domesticated                                                                                           |                                                                         | 1d Rodentia                    |
| Turkish hamster (Mesocricetus brandti) | Turkish hamster (Mesocricetus brandti) | 20th century | Armenia, Azerbaijan, Georgia, Iran, Nga, Thổ Nhĩ Kỳ                                                                 | pets, research                                                                           |                               | Domesticated                                                                                           |                                                                         | 1d Rodentia                    |
| European water vole (Arvicola amphibius) | European water vole (Arvicola amphibius) | 20th century | Europe, Nga, West Asia và Kazakhstan                                                                                | pets                                                                                     |                               | Domesticated                                                                                           |                                                                         | 1d Rodentia                    |
| Common vole (Microtus arvalis) | Common vole (Microtus arvalis) | 20th century | Lục địa Á-Âu | pets                                                                                     |                               | Domesticated                                                                                           |                                                                         | 1d Rodentia                    |
| Long-tailed chinchilla (Chinchilla lanigera) | Long-tailed chinchilla (Chinchilla lanigera) | 1930s | Andes | pets, fur, research                                                                      |                               | Held/tame in captivity                                                                                 |                                                                         | 1d Rodentia                    |
| Short-tailed chinchilla (Chinchilla chinchilla) | Short-tailed chinchilla (Chinchilla chinchilla) | 1930s | Andes | fur                                                                                      |                               | Raised in captivity                                                                                    | Critically endangered in the wild                                       | 1d Rodentia                    |
| Water flea (Daphnia magna) | Water flea (Daphnia magna) | 1930s | Bắc Mỹ, Lục địa Á-Âu, Châu Phi                                                                                      | research, animal feed                                                                    |                               | Held/tame in captivity                                                                                 |                                                                         | 6c Other arthropods            |
| African clawed frog (Xenopus laevis) | African clawed frog (Xenopus laevis) | 1950s | Nam Phi | pets, research                                                                           |                               | |                                                                         | 4a Anura                       |
| Sea-monkey (Artemia nyos) | Brine shrimp (Artemia spp., esp. A. salina) | 1950s | United States | pets                                                                                     |                               | Domesticated                                                                                           |                                                                         | 6c Other arthropods            |
| Ball python (Python regius) | Ball python (Python regius) | 1960s | Châu Phi | pets                                                                                     |                               | Captive bred                                                                                           |                                                                         | 3a Serpentes                   |
| Dwarf hamsters (Phodopus spp.) | Campbell's dwarf, Djungarian and Roborovski hamsters (Phodopus campbelli, P. sungorus and P. roborovskii) | 1960s | Europe | pets, research                                                                           |                               | Held/tame in captivity                                                                                 |                                                                         | 1d Rodentia                    |
| Zebra finch (Taeniopygia guttata) | Zebra finch (Taeniopygia guttata) | 20th century | Australia | pets, show                                                                               |                               | Plumage changes, some breeds are physically larger                                                     |                                                                         | 2d Passeriformes               |
| Axolotl (Ambystoma mexicanum) | Axolotl | 20th century | Mexico | research, pets                                                                           |                               | Slight physical changes                                                                                | Critically endangered in the wild                                       | 4b Other amphibians            |
| Palm cockatoo (Probosciger aterrimus) | Palm cockatoo (Probosciger aterrimus) | | Australia | pets                                                                                     |                               | Held/tame in captivity                                                                                 |                                                                         | 2e Psittaciformes              |
| Leopard gecko (Eublepharis macularius) | Leopard gecko (Eublepharis macularius) | 20th century | Pakistan | pets                                                                                     |                               | Slight physical modification                                                                           | Somewhat common in captivity                                            | 3b Lacertilia                  |
| American bison (Bison bison) | American bison (Bison bison) | 20th century | Bắc Mỹ | meat, leather, hides, horns                                                              |                               | Semidomesticated                                                                                       |                                                                         | 1b Bovidae                     |
| African forest elephant (Loxodonta cyclotis) | African forest elephant (Loxodonta cyclotis) | Date uncertain | Congo Basin | mount, patrol, work                                                                      |                               | Held/tame in captivity                                                                                 |                                                                         | 1e Other mammals               |
| Companion parrot (Order Psittaciformes) | Many species (Order Psittaciformes) | 1980s and 1990s | Australia, Europe, Châu Phi, Châu Á, Bắc Mỹ, Nam Mỹ                                                                 | pets, companion, talking bird, ornamental                                                |                               | Held/tame in captivity                                                                                 |                                                                         | 2e Psittaciformes              |
| Turquoise parrot (Neophema pulchella) | Turquoise parrot (Neophema pulchella) | 20th century | Australia | pets, show                                                                               |                               | Held/tame in captivity                                                                                 |                                                                         | 2e Psittaciformes              |
| Dyeing dart frog (Dendrobates tinctorius) | Dyeing dart frog (Dendrobates tinctorius) | Mid-to-late 20th century | Guyana, Suriname, Brazil, French Guiana                                                                             | pets                                                                                     |                               | Slight physical changes; loss of toxicity                                                              |                                                                         | 4a Anura                       |
| Green and black poison dart frog (Dendrobates auratus) | Green and black poison dart frog (Dendrobates auratus) | Mid-to-late 20th century | Nicaragua; Costa Rica; Panama; Colombia                                                                             | pets                                                                                     |                               | Slight physical changes; loss of toxicity                                                              |                                                                         | 4a Anura                       |
| Diamond dove (Geopelia cuneata) | Diamond dove (Geopelia cuneata) | Date uncertain | Australia | pets                                                                                     |                               | Held/tame in captivity                                                                                 |                                                                         | 2c Columbiformes               |
| Common kingsnake (Lampropeltis getula) | Common kingsnake (Lampropeltis getula) | Date uncertain | Texas, New Mexico, Chihuahua                                                                                        | pets                                                                                     |                               | Held/tame in captivity                                                                                 |                                                                         | 3a Serpentes                   |
| Milk snake (Lampropeltis triangulum ) | Milk snake (Lampropeltis triangulum ) | Date uncertain | Texas, New Mexico, Chihuahua                                                                                        | pets                                                                                     |                               | Held/tame in captivity                                                                                 |                                                                         | 3a Serpentes                   |
| Grey-banded kingsnake (Lampropeltis alterna) | Grey-banded kingsnake (Lampropeltis alterna) | Date uncertain | Texas, New Mexico, Chihuahua                                                                                        | pets                                                                                     |                               | Held/tame in captivity                                                                                 |                                                                         | 3a Serpentes                   |
| Corn snake (Pantherophis gutttatus) | Corn snake (Pantherophis guttatus) | 1960s | Hoa Kỳ | pets                                                                                     |                               | Slight physical changes                                                                                | Somewhat common in captivity, common in the wild                        | 3a Serpentes                   |
| Muskox (Ovibos moschatus) | Muskox (Ovibos moschatus) | 1960s | Hoa Kỳ | wool, meat, milk                                                                         |                               | Held/tame in captivity                                                                                 |                                                                         | 1b Bovidae                     |
| Madagascar hissing cockroach (Gromphadorhina portentosa) | Madagascar hissing cockroach (Gromphadorhina portentosa) | 1960s | Madagascar | pets                                                                                     |                               | |                                                                         | 6b Other insects               |
| Eastern bearded dragon (Pogona barbata) | Eastern bearded dragon (Pogona barbata) | Date uncertain | Australia | pets                                                                                     |                               | Slight physical changes                                                                                |                                                                         | 3b Lacertilia                  |
| Central bearded dragon (Pogona vitticeps) | Central bearded dragon (Pogona vitticeps) | 1970s | Australia | pets                                                                                     |                               | Slight physical changes                                                                                |                                                                         | 3b Lacertilia                  |
| Eclectus parrot (Eclectus roratus) | Eclectus parrot (Eclectus roratus) | 1980s | Australia, Indonesia, New Guinea, Quần đảo Solomon                                                                  | pets                                                                                     |                               | Held/tame in captivity                                                                                 |                                                                         | 2e Psittaciformes              |
| Salmon-crested cockatoo (Cacatua moluccensis) | Salmon-crested cockatoo (Cacatua moluccensis) | 1980s | Maluku Islands | pets, show, talking bird                                                                 |                               | Held/tame in captivity                                                                                 |                                                                         | 2e Psittaciformes              |
| Yellow-bellied glider (Petaurus australis) | Yellow-bellied glider (Petaurus australis) | Date uncertain | Australia | pets                                                                                     |                               | |                                                                         | 1e Other mammals               |
| Sugar glider (Petaurus breviceps) | Sugar glider (Petaurus breviceps) | 1980s | Australia | pets                                                                                     |                               | |                                                                         | 1e Other mammals               |
| Lawson's dragon (Pogona henrylawsoni) | Lawson's dragon (Pogona henrylawsoni) | 1980s | Australia | pets                                                                                     |                               | Held/tame in captivity                                                                                 |                                                                         | 3b Lacertilia                  |
| Buff-tailed bumblebee (Bombus terrestris) | Buff-tailed bumblebee (Bombus terrestris) | 1980s | Europe | wax, pollination                                                                         |                               | Held/tame in captivity                                                                                 |                                                                         | 6a Hymenoptera                 |
| Greater rhea (Rhea americana) | Greater rhea (Rhea americana) | 1990s | Nam Mỹ | meat, eggs, feathers, leather, oil                                                       | Tập tin:Rhea side profile.jpg | Semidomesticated                                                                                       |                                                                         | 2f Other birds                 |
| Emu (Dromaius novaehollandiae) | Emu (Dromaius novaehollandiae) | 1990s | Australia | meat, eggs, feathers, leather, oil, guarding                                             |                               | Semidomesticated                                                                                       |                                                                         | 2f Other birds                 |
| Giant eland (Taurotragus derbianus) | Giant eland (Taurotragus derbianus) | Date uncertain | Tây Phi | meat, leather, hides, horns, milk                                                        |                               | Held/tame in captivity                                                                                 |                                                                         | 1b Bovidae                     |
| Fringe-eared oryx (Oryx beisa callotis) | Fringe-eared oryx (Oryx beisa callotis) | Date uncertain | Kenya | meat, leather, hides, horns                                                              |                               | Held/tame in captivity                                                                                 |                                                                         | 1b Bovidae                     |
| Common degu (Octodon degus) | Commmon degu (Octodon degus) | 1990s | Chilean Andes | pets, research                                                                           |                               | |                                                                         | 1d Rodentia                    |
| Mongolian gerbil (Meriones unguiculatus) et al. | Mongolian gerbil (Meriones unguiculatus) and others of the genus | 1990s | Mông Cổ | pets, research                                                                           |                               | Held/tame in captivity                                                                                 |                                                                         | 1d Rodentia                    |
| Green iguana (Iguana iguana) | Green iguana (Iguana iguana) | 1990s | Nam Mỹ | pets, meat, leather                                                                      |                               | Captive bred                                                                                           |                                                                         | 3b Lacertilia                  |
| Carpet python (Morelia spilota) | Carpet python (Morelia spilota) | Date uncertain | New Guinea, Indonesia, Australia                                                                                    | pets                                                                                     |                               | Captive bred                                                                                           |                                                                         | 3a Serpentes                   |
| Green tree python (Morelia viridis) | Green tree python (Morelia viridis) | mid-1990s | New Guinea, Indonesia, Australia                                                                                    | pets                                                                                     |                               | Captive bred                                                                                           |                                                                         | 3a Serpentes                   |
| Red-tailed black cockatoo (Calyptorhynchus banksii) | Red-tailed black cockatoo (Calyptorhynchus banksii) | late 1990s | Australia | pets                                                                                     |                               | Held/tame in captivity                                                                                 |                                                                         | 2e Psittaciformes              |
| Pin-tailed parrotfinch (Erythrura prasina) | Pin-tailed parrotfinch (Erythrura prasina) | date uncertain | Malaysia, Brunei, Campuchia, Indonesia, Lào, Burma, and Thái Lan                                                    | pets                                                                                     |                               | Held/tame in captivity                                                                                 |                                                                         | 2d Passeriformes               |
| Gouldian finch (Erythrura gouldiae) | Gouldian finch (Erythrura gouldiae) | late 1990s | Australia | pets, show                                                                               |                               | Held/tame in captivity                                                                                 |                                                                         | 2d Passeriformes               |
| Australian green tree frog (Litoria caerulea) | Australian green tree frog | late 20th century | Australia | pets                                                                                     |                               | |                                                                         | 4a Anura                       |
| Argentine và Cranwell's horned frogs (Ceratophrys ornata & C. cranwelli) | Argentine and Cranwell's horned frogs (Ceratophrys ornata & C. cranwelli) | late 20th century | Argentina | pets                                                                                     |                               | |                                                                         | 4a Anura                       |
| Crucian carp (Carassius carassius) | Crucian carp (Carassius carassius) | 2000s | Anh, Nga | meat, pets                                                                               |                               | Domesticated                                                                                           |                                                                         | 5a Cyprinidae                  |
| King quail (Excalfactoria chinensis) | King quail (Excalfactoria chinensis) | Date uncertain | Châu Á, Australia                                                                                                   | pets                                                                                     |                               | Held/tame in captivity                                                                                 |                                                                         | 2b Galliformes                 |
| Small-billed tinamou (Crypturellus parvirostris) | Small-billed tinamou (Crypturellus parvirostris) | Date uncertain | Nam Mỹ | meat, eggs                                                                               |                               | Held/tame in captivity                                                                                 |                                                                         | 2f Other birds                 |
| Southern screamer (Chauna torquata) | Southern screamer (Chauna torquata) | Date uncertain | Nam Mỹ | guarding                                                                                 |                               | Held/tame in captivity                                                                                 |                                                                         | 2a Anseriformes                |
| Red-legged seriema (Cariama cristata) | Red-legged seriema (Cariama cristata) | Date uncertain | Nam Mỹ | guarding                                                                                 |                               | Held/tame in captivity                                                                                 |                                                                         | 2f Other birds                 |
| Secretarybird (Sagittarius serpentarius) | Secretarybird (Sagittarius serpentarius) | Date uncertain | Nam Phi | pest control                                                                             |                               | Held/tame in captivity                                                                                 |                                                                         | 2f Other birds                 |
| Glossy ibis (Plegadis falcinellus) | Glossy ibis (Plegadis falcinellus) | Date uncertain | Europe, Châu Á, Châu Phi, Australia, and the Atlantic và Caribbean regions of the Americas                          | meat, eggs, pest control                                                                 |                               | Held/tame in captivity                                                                                 |                                                                         | 2f Other birds                 |
| Puna ibis (Plegadis ridgwayi) | Puna ibis (Plegadis ridgwayi) | Date uncertain | Peru | meat, eggs, pest control                                                                 |                               | Held/tame in captivity                                                                                 |                                                                         | 2f Other birds                 |
| Red-necked wallaby (Macropus rufogriseus) | Red-necked wallaby (Macropus rufogriseus) | 2000s | Tasmania | lawn mowing, pets                                                                        |                               | Held/tame in captivity                                                                                 |                                                                         | 1e Other mammals               |
| Lowland paca (Cuniculus paca) | Lowland paca (Cuniculus paca) | Date uncertain | Mexico, Argentina                                                                                                   | meat, pets                                                                               |                               | Held/tame in captivity                                                                                 |                                                                         | 1d Rodentia                    |
| Steppe lemming (Lagurus lagurus) | Steppe lemming (Lagurus lagurus) | Date uncertain | Eurasian Steppe | pets                                                                                     |                               | |                                                                         | 1d Rodentia                    |
| Norway lemming (Lemmus lemmus) | Norway lemming (Lemmus lemmus) | 20th century | Northern Fennoscandia                                                                                               | pets                                                                                     |                               | |                                                                         | 1d Rodentia                    |
| Pale và lesser gerbils (Gerbillus perpallidus, G. gerbillus) | Pale and lesser gerbils (Gerbillus perpallidus, G. gerbillus) | Date uncertain | Ai Cập | pets                                                                                     |                               | |                                                                         | 1d Rodentia                    |
| Northeastern spinytail iguana (Ctenosaura acanthura) | Northeastern spinytail iguana (Ctenosaura acanthura) | Date uncertain | Mexico | pets, meat                                                                               |                               | Captive bred                                                                                           |                                                                         | 3b Lacertilia                  |
| Black spiny-tailed iguana (Ctenosaura similis) | Black spiny-tailed iguana (Ctenosaura similis) | Date uncertain | Trung Mỹ | pets, meat                                                                               |                               | Captive bred                                                                                           |                                                                         | 3b Lacertilia                  |
| Crimson, eastern và western rosellas (Platycercus elegans, P. eximius & P. icterotis) | Crimson, eastern and western rosellas (Platycercus elegans, P. eximius & P. icterotis) | Date uncertain | Australia | pets                                                                                     |                               | Semidomesticated                                                                                       |                                                                         | 2e Psittaciformes              |
| Trachemys scripta including subspecies Red-eared, yellow-bellied, and Cumberland sliders (Trachemys scripta elegans, T. s. scripta, T. s. troostii) | Red-eared, yellow-bellied, and Cumberland sliders (Trachemys scripta elegans, T. s. scripta, T. s. troostii) | Date uncertain | Hoa Kỳ, especially the southeastern United States                                                                   | pets, meat                                                                               |                               | Easy to domesticate                                                                                    | Fairly common in captivity, common in the wild                          | 3c Other reptiles              |
| Crimson finch (Neochmia phaeton) | Crimson finch (Neochmia phaeton) | Date uncertain | New Guinea và northern Australia                                                                                    | pets, show                                                                               |                               | |                                                                         | 2d Passeriformes               |
| Star finch (Neochmia ruficauda) | Star finch (Neochmia ruficauda) | Date uncertain | Australia | pets, show                                                                               |                               | Held/tame in captivity                                                                                 |                                                                         | 2d Passeriformes               |
| Edible-nest swiftlet (Aerodramus fuciphagus) | Edible-nest swiftlet (Aerodramus fuciphagus) | Date uncertain | Indonesia | nests                                                                                    |                               | Held/tame in captivity                                                                                 |                                                                         | 2f Other birds                 |
| Tarantula (Brachypelma spp. et al.) | Mexican redknee tarantula (Brachypelma smithi) and others | Date uncertain | Mexico | pets, research                                                                           |                               | | Common in captivity, getting rare in the wild.                          | 6c Other arthropods            |
| Crested gecko (Rhacodactylus ciliatus) | Crested gecko (Rhacodactylus ciliatus) | Date uncertain | New Caledonia | pets                                                                                     |                               | Captive bred                                                                                           | Somewhat common in captivity, nearly extinct in wild                    | 3b Lacertilia                  |
| African bush elephant (Loxodonta africana) | African bush elephant (Loxodonta africana) | Date uncertain | Nam Phi, Zimbabwe, Zambia, Namibia, Botswana                                                                        | mount, tourism, mine detection, patrol                                                   |                               | Semidomesticated (Captured from wild and tamed)                                                        |                                                                         | 1e Other mammals               |
| Southern white rhinoceros (Ceratotherium simum simum) | Southern white rhinoceros (Ceratotherium simum simum) | Date uncertain | Nam Phi | horns                                                                                    |                               | Held/tame in captivity                                                                                 |                                                                         | 1e Other mammals               |
| Crab-eating fox (Cerdocyon thous) | Crab-eating fox (Cerdocyon thous) | Date uncertain | Nam Mỹ | pest control, pets                                                                       |                               | Easy to domesticate                                                                                    |                                                                         | 1c Carnivora                   |
| Dingo (Canis lupus dingo) | Dingo (Canis lupus dingo) | Date uncertain | Australia | guarding, pest control, warmth, hunting, pets                                            |                               | Held/tame in captivity                                                                                 |                                                                         | 1c Carnivora                   |
| Common kusimanse (Crossarchus obscurus) | Common kusimanse (Crossarchus obscurus) | Date uncertain | Tây Phi | pets, pest control                                                                       |                               | Captive bred                                                                                           |                                                                         | 1c Carnivora                   |
| Kissing gourami (Helostoma temminckii) | Kissing gourami (Helostoma temminckii) | Date uncertain | Thái Lan, Indonesia                                                                                                 | meat, pets                                                                               |                               | Domesticated                                                                                           |                                                                         | 5b Other fish                  |
| Piranha (Pygocentrus nattereri and P. piraya) | Red-bellied piranha (Pygocentrus nattereri) and San Francisco piranha (P. piraya) | Date uncertain | Nam Mỹ | meat, pets, research, fighting                                                           |                               | Semidomesticated                                                                                       | Fairly common in captivity, common in the wild                          | 5b Other fish                  |
| Sugarbag bee (Tetragonula carbonaria) | Sugarbag bee (Tetragonula carbonaria) | Date uncertain | Australia | honey, pollination                                                                       |                               | Held/tame in captivity                                                                                 |                                                                         | 6a Hymenoptera                 |
| Dubia roach (Blaptica dubia) | Dubia roach (Blaptica dubia) | Date uncertain | Central and South America                                                                                           | animal feed, pets                                                                        |                               | |                                                                         | 6b Other insects               |
| Mealworm và Superworm (Tenebrio molitor and Zophobas morio) | Larvae of darkling beetles (Tenebrio molitor and Zophobas morio) | Date uncertain | Europe | animal feed, meat                                                                        |                               | Captive bred                                                                                           |                                                                         | 6b Other insects               |
| Red flour beetle (Tribolium castaneum) | Red flour beetle (Tribolium castaneum) | Date uncertain | Hoa Kỳ | research                                                                                 |                               | Captive bred                                                                                           |                                                                         | 6b Other insects               |
| Waxworm (Achroia grisella and Galleria mellonella) | Larvae of lesser and greater wax moths (Achroia grisella and Galleria mellonella) | Date uncertain | Europe ? | animal feed, bait, research, meat                                                        |                               | Captive bred                                                                                           |                                                                         | 6b Other insects               |

## Pháp lý
Về pháp lý ở một số nước (chẳng hạn như Việt Nam), súc vật chính là Đối tượng của hợp đồng thuê khoán, trong thời hạn thuê khoán súc vật, bên thuê khoán được hưởng một nửa số súc vật sinh ra và phải chịu một nửa những thiệt hại về súc vật thuê khoán do sự kiện bất khả kháng. Có nguyên một quy định về bồi thường thiệt hại do súc vật gây ra, theo đó Chủ sở hữu súc vật phải bồi thường thiệt hại do súc vật gây ra cho người khác; nếu người bị thiệt hại hoàn toàn có lỗi trong việc làm súc vật gây thiệt hại cho mình thì chủ sở hữu không phải bồi thường.
Trong trường hợp người thứ ba hoàn toàn có lỗi làm cho súc vật gây thiệt hại cho người khác thì người thứ ba phải bồi thường thiệt hại; nếu người thứ ba và chủ sở hữu cùng có lỗi thì phải liên đới bồi thường thiệt hại.Trong trường hợp súc vật bị chiếm hữu, sử dụng trái pháp luật gây thiệt hại thì người chiếm hữu, sử dụng trái pháp luật phải bồi thường; Trong trường hợp súc vật thả rông theo tập quán mà gây thiệt hại thì chủ sở hữu súc vật đó phải bồi thường theo tập quán nhưng không được trái pháp luật, đạo đức xã hội.